# Andy Bloom
Andrew « Andy » Bloom (né le 11 août 1973 à Stamford) est un athlète américain, spécialiste du lancer du poids et du lancer du disque. 

## Biographie
Lors des universiades d'été de 1999, il remporte l'épreuve du lancer du poids et se classe deuxième de celle du lancer du disque. Aux championnats du monde de 1999, il se classe 4e de la finale du lancer du poids et participe également à la finale du disque (12e place).
L'année suivante, il termine au pied du podium du lancer du poids lors des Jeux olympiques de 2000 à Sydney. Il remporte en fin d'année la Finale du Grand Prix.
Son record personnel au lancer du disque est de 67,46 m, établi le 8 avril 1999 à Knoxville. Au lancer du poids, sa meilleure performance est de 21,81 m (le 5 octobre 2000).